# Team Argos-Shimano/Saison 2012
Dieser Artikel listet Erfolge und Fahrer des Radsportteams Team Argos-Shimano in der Saison 2012 auf.

## Erfolge in der UCI World Tour
| Datum        | Rennen                     | Sieger         |
| ------------ | -------------------------- | -------------- |
| 16. Juli     | 7. Etappe Tour de Pologne  | John Degenkolb |
| 6. August    | 1. Etappe Eneco Tour       | Marcel Kittel  |
| 9. August    | 4. Etappe Eneco Tour       | Marcel Kittel  |
| 19. August   | 2. Etappe Vuelta a España  | John Degenkolb |
| 22. August   | 5. Etappe Vuelta a España  | John Degenkolb |
| 24. August   | 7. Etappe Vuelta a España  | John Degenkolb |
| 28. August   | 10. Etappe Vuelta a España | John Degenkolb |
| 9. September | 21. Etappe Vuelta a España | John Degenkolb |

## Erfolge in der UCI Europe Tour
| Datum         | Rennen                                             | Kat. | Sieger             |
| ------------- | -------------------------------------------------- | ---- | ------------------ |
| 2. Februar    | 2. Etappe Étoile de Bessèges                       | 2.1  | Marcel Kittel      |
| 19. Februar   | Prolog Ruta del Sol                                | 2.1  | Patrick Gretsch    |
| 28. März      | 2. Etappe Driedaagse van De Panne-Koksijde         | 2.HC | Marcel Kittel      |
| 5. April      | Scheldeprijs                                       | 1.HC | Marcel Kittel      |
| 4. Mai        | 1. Etappe Quatre Jours de Dunkerque                | 2.HC | John Degenkolb     |
| 5. Mai        | 2. Etappe Quatre Jours de Dunkerque                | 2.HC | John Degenkolb     |
| 11. Mai       | 1. Etappe Tour de Picardie                         | 2.1  | John Degenkolb     |
| 13. Mai       | 3. Etappe Tour de Picardie                         | 2.1  | John Degenkolb     |
| 11.–13. Mai   | Gesamtwertung Tour de Picardie                     | 2.1  | John Degenkolb     |
| 14. Juni      | 1. Etappe Ster ZLM Toer                            | 2.1  | Marcel Kittel      |
| 17. Juni      | 4. Etappe Ster ZLM Toer                            | 2.1  | Marcel Kittel      |
| 24. Juni      | Schwedische Meisterschaft – Straßenrennen (U23)    | CN   | Tobias Ludvigsson  |
| 26. Juni      | Schwedische Meisterschaft – Einzelzeitfahren (U23) | CN   | Tobias Ludvigsson  |
| 14. September | Kampioenschap van Vlaanderen                       | 1.1  | Ronan van Zandbeek |
| 16. September | Grand Prix d’Isbergues                             | 1.1  | John Degenkolb     |
| 19. September | Omloop van het Houtland                            | 1.1  | Marcel Kittel      |
| 28. September | 2. Etappe Circuit Franco-Belge                     | 2.1  | Marcel Kittel      |
| 29. September | 3. Etappe Circuit Franco-Belge                     | 2.1  | Marcel Kittel      |
| 3. Oktober    | Münsterland Giro                                   | 1.1  | Marcel Kittel      |

## Erfolge in der UCI Asia Tour
| Datum       | Rennen                                   | Kat. | Sieger          |
| ----------- | ---------------------------------------- | ---- | --------------- |
| 16. Februar | 3. Etappe Tour of Oman                   | 2.HC | Marcel Kittel   |
| 19. Februar | 6. Etappe Tour of Oman                   | 2.HC | Marcel Kittel   |
| 29. April   | Japanische Meisterschaft – Straßenrennen | NC   | Yukihiro Doi    |
| 24. Oktober | 5. Etappe Tour of Hainan                 | 2.HC | Ramon Sinkeldam |
| 27. Oktober | 8. Etappe Tour of Hainan                 | 2.HC | Ramon Sinkeldam |

## Zugänge – Abgänge
| Zugänge           | Team 2011                 | Abgänge          | Team 2012         |
| ----------------- | ------------------------- | ---------------- | ----------------- |
| John Degenkolb    | HTC-Highroad              | Mitchell Docker  | Orica GreenEdge   |
| Patrick Gretsch   | HTC-Highroad              | Kenny van Hummel | Vacansoleil-DCM   |
| Dominic Klemme    | Leopard Trek              | Robin Chaigneau  | Koga Cycling Team |
| Tom Stamsnijder   | Leopard Trek              | Martin Reimer    | Karriereende      |
| Tom Dumoulin      | Rabobank Continental Team | Han Feng         | Unbekannt         |
| Ramon Sinkeldam   | Rabobank Continental Team |                  |                   |
| Tobias Ludvigsson | Team Cykelcity            |                  |                   |

## Mannschaft
| Name                | Geburtstag         | Nationalität        |              |
| ------------------- | ------------------ | ------------------- | ------------ |
| Thomas Bonnin       | 10. Mai 1989       | Frankreich          |              |
| Roy Curvers         | 27. Dezember 1979  | Niederlande         |              |
| Thomas Damuseau     | 18. März 1989      | Frankreich          |              |
| Bert De Backer      | 2. April 1984      | Belgien             |              |
| John Degenkolb      | 7. Januar 1989     | Deutschland         |              |
| Yukihiro Doi        | 18. September 1983 | Japan               |              |
| Tom Dumoulin        | 11. November 1990  | Niederlande         |              |
| Johannes Fröhlinger | 9. Juni 1985       | Deutschland         |              |
| Alexandre Geniez    | 16. April 1988     | Frankreich          |              |
| Simon Geschke       | 13. März 1986      | Deutschland         |              |
| Patrick Gretsch     | 7. April 1987      | Deutschland         |              |
| Yann Huguet         | 2. Mai 1984        | Frankreich          |              |
| Thierry Hupond      | 10. November 1984  | Frankreich          |              |
| Ji Cheng            | 15. Juli 1987      | Volksrepublik China |              |
| Marcel Kittel       | 11. Mai 1988       | Deutschland         |              |
| Dominic Klemme      | 31. Oktober 1986   | Deutschland         |              |
| Roger Kluge         | 5. Februar 1986    | Deutschland         |              |
| Koen de Kort        | 8. September 1982  | Niederlande         |              |
| Tobias Ludvigsson   | 22. Februar 1991   | Schweden            |              |
| Ramon Sinkeldam     | 9. Februar 1989    | Niederlande         |              |
| Matthieu Sprick     | 29. September 1981 | Frankreich          |              |
| Tom Stamsnijder     | 15. Mai 1985       | Niederlande         |              |
| Albert Timmer       | 13. Juni 1985      | Niederlande         |              |
| Tom Veelers         | 14. September 1984 | Niederlande         |              |
| Ronan van Zandbeek  | 27. September 1988 | Niederlande         |              |
| Stagiaires          | Stagiaires         | Nationalität        | Nationalität |
| Jonas Ahlstrand     | Jonas Ahlstrand    | Schweden            |              |
| Warren Barguil      | Warren Barguil     | Frankreich          |              |
| Ian Boswell         | Ian Boswell        | Vereinigte Staaten  |              |